# Mona Williams

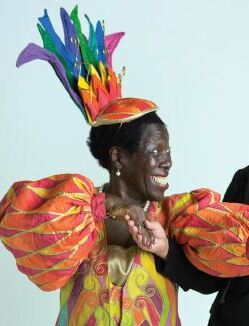
Mona Williams auf dem Poster für Once Upon a Dance (2018)

Mona Annette Williams (geb. 27. Juli 1943 in Mackenzie) ist eine guyanesisch-neuseeländische Kinderbuchautorin und Geschichtenerzählerin. Sie lebt und arbeitet seit 1971 in Neuseeland und tritt auf Geschichtenerzählfestivals rund um die Welt auf. Sie publizierte über 20 Geschichten für Kinder, 1995 erschien ihre Autobiographie über ihre Jugend in einer Kolonialschule in Britisch-Guayana.

## Herkunft und Ausbildung
Mona Williams kam 1943 in Mackenzie, einem Stadtteil der heutigen Stadt Linden, in Britisch-Guayana zur Welt. Sie hat jüdische und afrikanische Vorfahren; ihr Familienname Williams stammt von einem Sklavenhalter eines ihrer Ahnen. Sie besuchte die Bishops' High School mit einem Stipendium. Sie berichtete, dass sie als schwarze Schülerin den Besuch einer überwiegend weißen Kolonialschule als Herausforderung empfand, sie habe aber Trost im Erlernen von Ballett und traditionellem Tanz gefunden. Ihre Erfahrungen bildeten die Grundlage für ihre 1995 erschienene Autobiographie „Bishops: My Turbulent Colonial Youth“, die auch in einer Sendereihe im Radio New Zealand vorgetragen wurde.
Unterstützt durch Stipendien der Ford Foundation und des Fulbright-Programs absolvierte Williams ein Studium in Massenkommunikation an der Stanford University.

## Geschichtenerzählerin und Pädagogin
Etwa 1965 begann Williams als Radiomoderatorin in Guyana zu arbeiten und erzählte in diesem Rahmen auch eigene Kindergeschichten. Sie sagte, dass diese oft einen versteckten Kommentar zum Kampf um die Unabhängigkeit Guyanas enthielten. Während ihres Studiums in Stanford arbeitete sie für Radio und Fernsehen in San Francisco, und ihre Erzählsendung Roots and Branches, die auf dem PBS-Sender KQED ausgestrahlt wurde, gewann 1971 den San Francisco/Northern California Emmy Award.

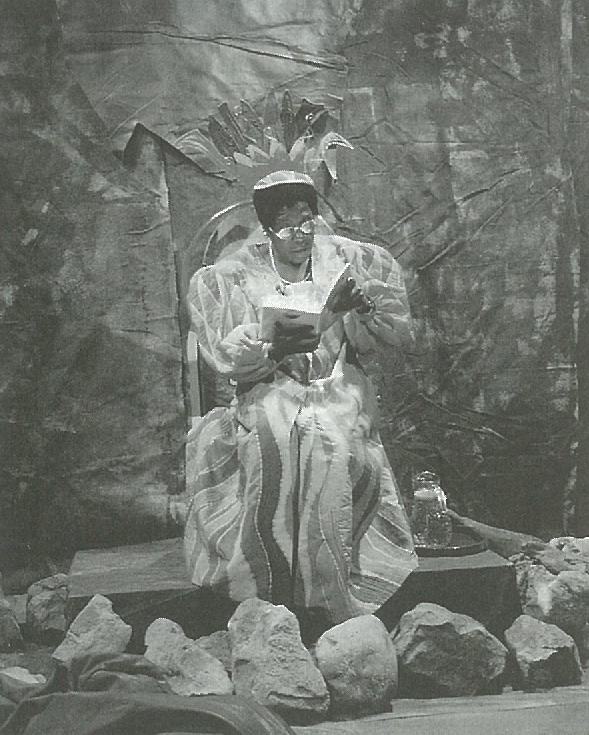
Mona Williams liest The Lord of the Rings in der Palmerston North Public Library (2000)

1971 heiratete Williams einen Neuseeländer und zog mit in dessen Heimatland. 1979 wurde sie neuseeländische Staatsangehörige. Sie schrieb dort für das New Zealand School Journal, und den New Zealand Listener. 1984 veröffentlichte sie gemeinsam mit der Kinderbuchautorin Joy Cowley eine Sammlung von Kurzgeschichten mit dem Titel Two of a Kind. 1993 erhielt sie ein Writer-in-residence-Stipendium der University of Waikato. Diane Hebley merkte in The Oxford Companion to New Zealand Literature an, dass Williams aufgrund ihrer afrikanischen und jüdischen Herkunft ungewöhnliche Perspektiven in die Literatur Neuseelands eingeführt habe.
Williams arbeitete als Lehrerin an Grundschulen und lehrte bis 2002 am Palmerston North College of Education, der späteren Massey University und zehn Jahre lang Schreiben in Kuwait.
Daneben trat Williams jahrzehntelang regelmäßig als Live-Geschichtenerzählerin bei Festivals in Neuseeland und international auf wie 1999 dem Dunya Festival in Rotterdam. Ihre Erzähldarbietungen beinhalten neben Texten auch Musik und Tanz.
Im Jahr 2018 produzierte sie gemeinsam mit Jan Bolwell das autobiografischen Stück „Once Upon a Dance“, das von ihnen sowohl im Te Whaea in Wellington als auch im Globe Theatre und Regent am Broadway in Palmerston North aufgeführt wurde. Williams und Bolwell waren beide Mitglieder des Crows Feet Dance Collective, einer Kompanie für zeitgenössischen Tanz älterer Frauen mit Sitz in Wellington. Im November 2023 hielt sie die Panui-Vorlesung für Read NZ Te Pou Muramura in der National Library of New Zealand. Ihr Vortrag wurde unter dem Titel „Erzähl uns eine Geschichte aus deinem eigenen Mund“ veröffentlicht.

## Veröffentlichungen (Auswahl)
- "How We Made a Colour Television Show" (1973)
- "The Turtle Who Longed to be a Bird" (1973)
- "Christmas in Guyana" (1974)
- "The Day I Swam the River" (1974)
- "How the Goat Lost His Voice" (1974)
- "Old Medicine" (1974)
- "The Ant Who Refused Titles" (1975)
- "Granny" (1975)
- "Father Martin Heale" (1975)
- "Old Bell" (1975)
- "When I Went to the Pictures" (1975)
- "Stealing the Gooseberry Jam" (1975)
- "Thinking About It" (1975)
- "Speaking the Truth" (1975)
- "You Really Saw My Father?" (1976)
- "A Tale to Match" (1977)
- "Spell Wool" (1977)
- "Sharing" (1977)
- "The Outsider" (1977)
- "Secrets" (1978)
- "The Bicycle" (1978)
- "Old Mrs Davidson" (1983)
- "The Strange Cure" (1984)
- Two of a Kind (short story collection, with Joy Cowley) (1984)
- Bishops: My Turbulent Colonial Youth (autobiography, 1995)